# 스폰지밥의 아틀란티스
《스폰지밥의 아틀란티스》(영어: SpongeBob's Atlantis SquarePantis)는 TV 애니메이션 《네모바지 스폰지밥》과 동명의 TV 영화판을 소재로 한 액션 어드벤처 게임이다. 미국의 블리츠 게임스에서 닌텐도 Wii와 플레이스테이션 2판을, 일본의 알트론에서 닌텐도 DS와 게임보이 어드밴스판을 개발하였고, THQ에서 배극하였다. 대한민국에서도 정식 발매되었다.